# Krokslätts FF
Krokslätts FF var en fotbollsförening från stadsdelen Krokslätt i Mölndal, bildad 1919 och upplöst 1985 genom sammanläggning med BK Dalen i Dalen/Krokslätts FF.
Krokslätt spelade åtta säsonger i gamla division II, den näst högsta divisionen i fotboll. Största framgången nådde klubben säsongen 1932/33 då KFF vann den västra serien  och fick kvala till Allsvenskan. I kvalspelet mötte föreningen Halmstads BK och förlorade båda matcherna, Halmstad vann med 3-0 i Halmstad och med 1-0 i Göteborg. Klubben har också spelat 17 säsonger i den tredje högsta divisionen.
Lagets sista säsong i division II kom att bli 1943/1944 och efter degraderingen från division III 1951/1952 föll det tillbaka i seriesystemet. Föreningens sista säsong 1985 tillbringades i division VII. Krokslätt hade även ett damlag i seriespel fr.o.m. säsongen 1972, som även det följde med in i den nya föreningen Dalen/Krokslätt.

## Se vidare
- Dalen/Krokslätts FF (efterföljarklubb)